# Höchstädt an der Donau
Höchstädt an der Donau (Swabia: Hechstädt) là một thị trấn thuộc huyện Dillingen, bang Bayern, Đức.